# Kościół Świętego Mikołaja i Świętej Konstancji w Gniewkowie
Kościół Świętego Mikołaja i Świętej Konstancji w Gniewkowie – rzymskokatolicki kościół parafialny w Gniewkowie, w powiecie inowrocławskim, w województwie kujawsko-pomorskim. Mieści się przy ulicy Kościelnej. Należy do dekanatu gniewkowskiego.

## Historia
Kościół powstał w dwóch fazach budowlanych: wczesnogotyckiej i późnogotyckiej. Faza wczesnogotycka trwała w latach 1259–1267. W tym czasie zostały wybudowane wschodnie przęsła prezbiterium z jego trójbocznym zamknięciem oraz z małą, zbliżoną do kwadratu zakrystią. Faza późnogotycka trwała w latach 1314–1331. Polegała ona na przedłużeniu prezbiterium w stronę zachodnią i zbudowaniu trójprzęsłowej nawy. Pod nowszym chórem zostały przymurowane dwie narożne kruchty. Po wojnie północnej (1700 - 1721), kościół został przebudowany. Świątynia została wyposażona w drewnianą wieżę z zegarem i ośmioboczną glorietę z sygnaturką, obie są pokryte tzw. hełmem barokowym nakrytym blachą. W zakrystii zachowane jest gotyckie sklepienie. Sklepienie w nawie jest barokowe.

## Wyposażenie
- Ołtarz główny pod wezwaniem św. Krzyża (z tabernakulum) ze Grupą Ukrzyżowania jest utrzymany w stylu regencji i pochodzi z 2 ćwierci XVIII wieku. W ołtarzu głównym umieszczone są rzeźby św. Jana i Najświętszej Maryi Panny. Z lewej i prawej strony umieszczono dwie rzeźby barokowe przedstawiające św. Jana Nepomucena oraz św. Mikołaja.
- W tym czasie powstał barokowy drewniany relikwiarz oraz barokowy krucyfiks umieszczony na łuku tęczowym.
- W drugiej połowie XVIII wieku wykonano metalowy pacyfikał ze stopą rokokową i barokowy wyściełany fotel przy ołtarzu głównym.
- Klasycystyczna monstrancja pochodzi z połowy XIX stulecia.
- Z lewej strony ołtarz boczny, gdzie umieszczono manierystyczny tryptyk św. Konstancji z towarzyszeniem św. Barbary, w bocznych skrzydłach są umieszczone sceny męczeństwa św. Urszuli i Katarzyny.
- Z prawej strony nawy ołtarz boczny pod wezwaniem św. Anny Samotrzeciej pochodzi z 3 ćwierci XVIII wieku, przebudowany około połowy XVIII wieku, powiększony o kolejne figury w XX wieku. Ołtarz został konsekrowany w 1775 roku, srebrna sukienka została założona w 1756 roku (data na sukience). Nadbudówką ołtarza Św. Anny Samotrzeciej jest ołtarz z obrazem św. Rocha z końca XVII stulecia. Jest on patronem chorych i zwierząt domowych, a przedstawiony został w ubraniu pielgrzyma z kijem i bukłakiem. Obok świętego znajduje się biegnący pies. Trzy szafy renesansowe pochodzą z około 1600 roku.
- Obok ołtarza znajduje się rokokowa chrzcielnica z 2 połowy XVIII wieku.
- Na prawej ścianie nawy jest umieszczony rokokowy ołtarz pod wezwaniem świętego Mikołaja z 2 połowy XVIII stulecia. W części środkowej ołtarza znajduje się obraz św. Mikołaja z 2 połowy XIX stulecia. Na głowicach kolumn są umieszczone dwie rzeźby, jedna to św. Michał Archanioł, druga to św. Jan Nepomucen. Obydwie rzeźby zostały wykonane w drugiej połowie XVIII stulecia.
- Piętnastogłosowy prospekt organowy, barokowy został wykonany w 1713 roku[2].

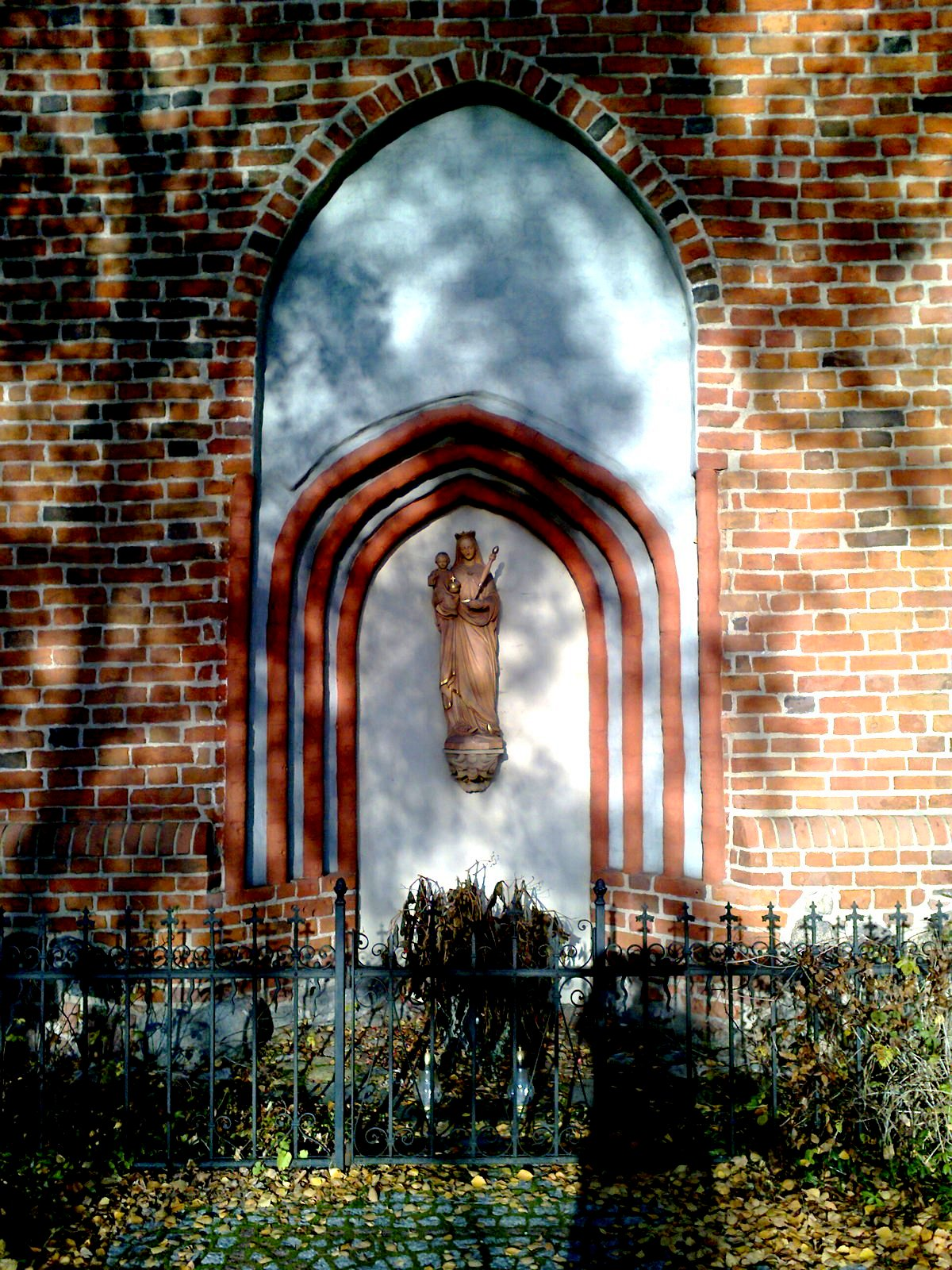
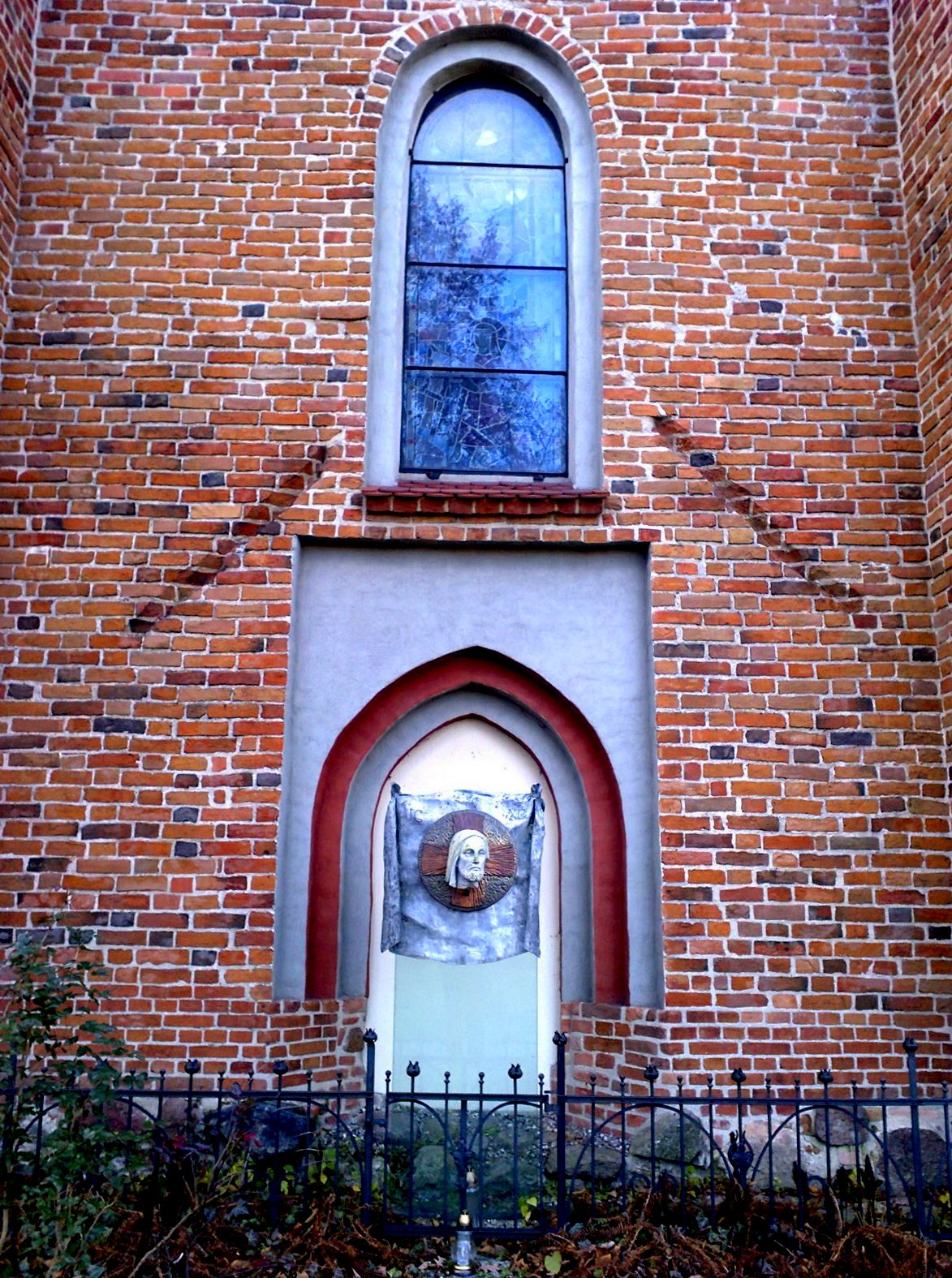
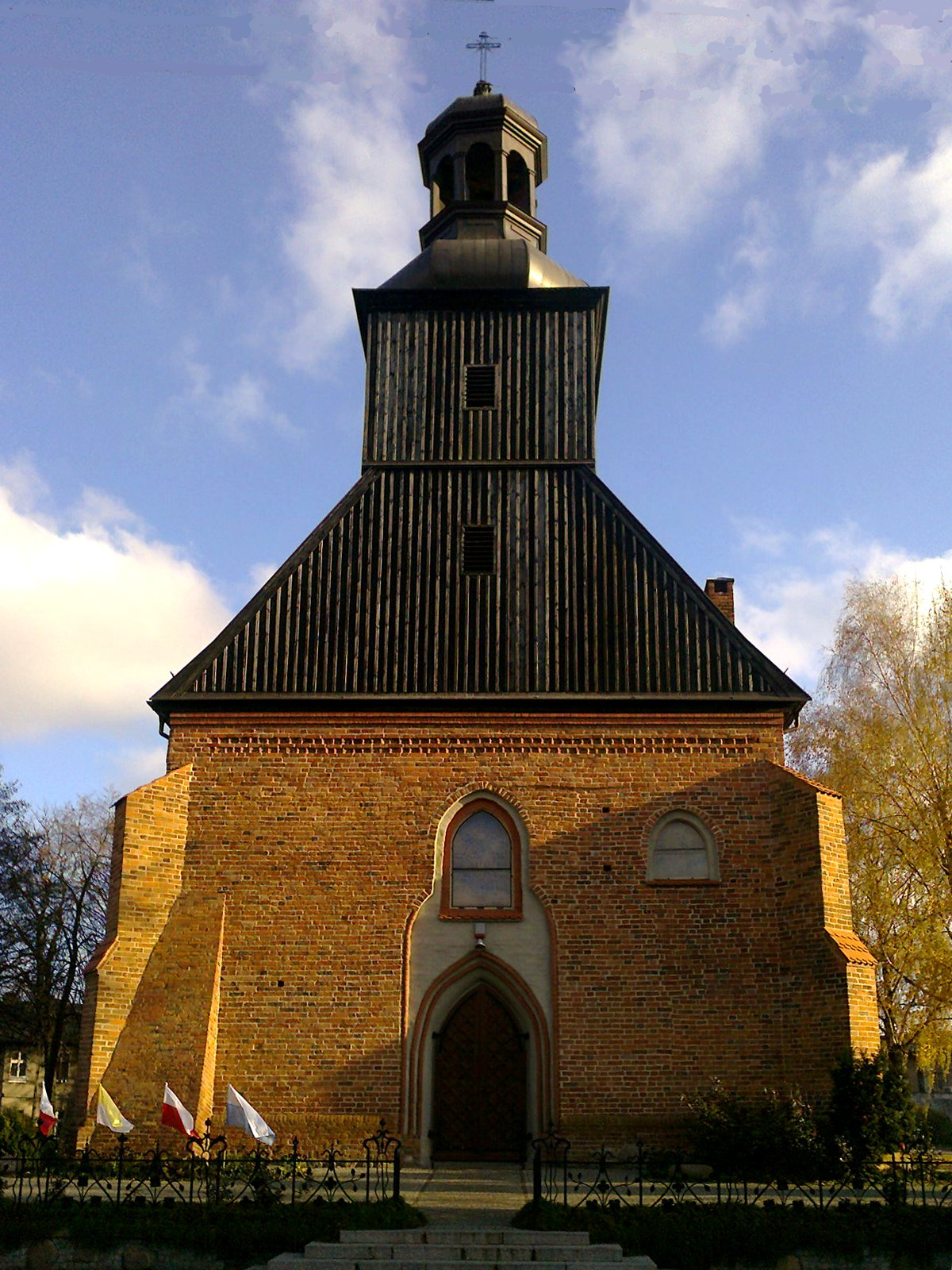
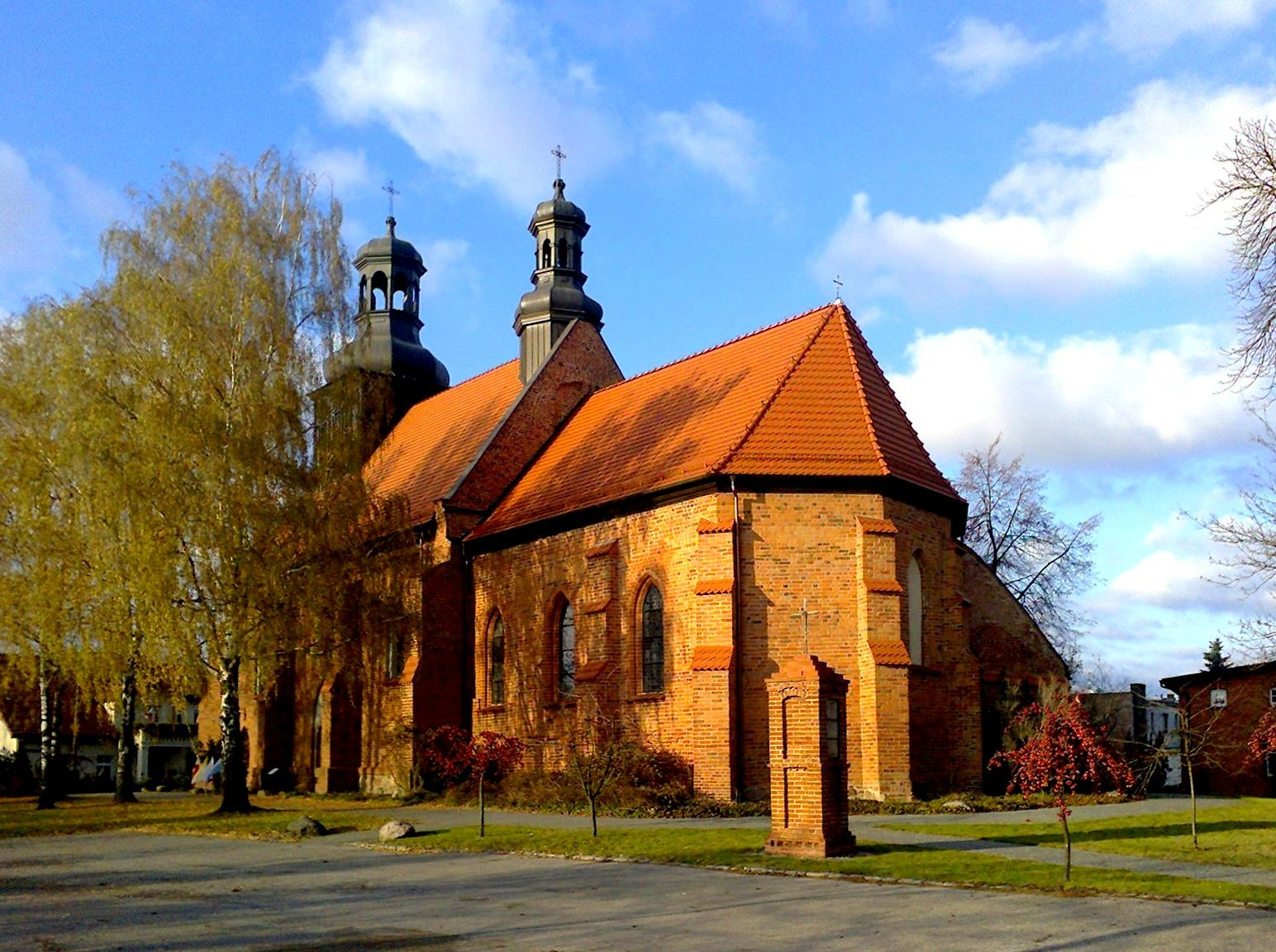